# Mas del Coll II (Amposta)
El Mas del Coll II és una masia d'Amposta inclosa a l'Inventari del Patrimoni Arquitectònic de Catalunya.

## Descripció
És una edificació de planta rectangular orientada al sud-est, composta per un rafal, obert només al sud-est, amb coberta en forma de terrassa balustrada; dos cossos d'habitatge, de la mateixa estructura i magnitud, adossats, i un petit corral mig enderrocat. Al davant de l'habitatge hi ha un porxo fet a base de pilastres poligonals de maó, força deteriorades, que ajuden a sostenir barres primes de ferro i filferros per on s'enramava l'emparrat. A la banda sud hi ha un pou de planta quadrada en superfície, descobert i amb dos pilars bastos per a sostenir la corriola i el poal.
Actualment a la banda nord del mas s'ha construït una nau per a granja, no adossada al cos anterior.
L'habitatge es distribueix en planta i un pis. Els caps dels cabirons són visibles des de l'exterior. A la planta baixa s'obren tres portes, i al pis tres finestres petites, tot allindat. Teulada a doble vessant sense voladís.
El conjunt és bastant degradat. La façana era arrebossada i emblanquinada però actualment ha caigut. El sostre del rafal sud és nou, amb bigues de fusta i totxana. També hi havia un sector de balustrada, amb formes senzilles, que ha desaparegut.